# Меджина
Меджина (рум. Măgina) — село у повіті Алба в Румунії. Адміністративно підпорядковане місту Аюд.
Село розташоване на відстані 284 км на північний захід від Бухареста, 30 км на північ від Алба-Юлії, 48 км на південь від Клуж-Напоки.

## Населення
За даними перепису населення 2002 року у селі проживали 593 особи, з них 590 осіб (99,5%) румунів. Усі жителі села рідною мовою назвали румунську.